# Euzois de Bizancio
Euzois (en griego: Ευζώιος, lit. "buena vida", muerto en 154) sucedió a Atenodoro como obispo de Bizancio (148-154).
Durante su episcopado tuvo lugar la persecución de los cristianos por el emperador Antonino Pío. Fue sucedido por Lorenzo.